# Eugenia Martínez Hernández
Eugenia Martínez Hernández (30 de septiembre de 1949-24 de octubre de 1974) fue una obrera textil chilena que militaba en el MIR. Es conocida por haber sido una de las mujeres detenidas desaparecidas de la dictadura militar en Chile. Fue detenida por agentes de la DINA el 24 de octubre de 1974, cuando tenía 25 años. Su nombre forma parte de la Operación Colombo.  

## Una obrera textil es detenida por la DINA
Eugenia Martínez Hernández nació el 30 de  septiembre de 1949, hija de Luis Martínez Ulloa y de Irma Hernández Vergara. La infancia de Eugenia transcurre en una cité de la calle San Isidro Nº 306 en Santiago, estudió en el Liceo Chile Brasil y termina en la Escuela Pública Nocturna Nº 3. A los 15 años ingresa a trabajar en una fábrica de cajas y cartones. Le gustaba mucho la lectura, leía de preferencia a Neruda. Cuando empieza a trabajar, se despierta en ella su compromiso social, al ver y sentir la explotación e injusticia, entonces comienza a participar en su sindicato. En paralelo empezó a militar del MIR. Cuando fue detenida, trabajaba en la fábrica de medias "Labán", el 24 de octubre de 1974. A la fábrica llegaron 8 agentes de la DINA, quienes la detuvieron.

## Proceso judicial en dictadura
El 28 de octubre concurrieron al Comité Pro Paz, para denunciar esta situación. Se presentó un recurso de amparo, como una denuncia por presunta desgracia, sin tener algún tipo de respuesta. Su madre Irma Hernández Vergara recuerda que: “En el Comité para la Paz empezamos a conocernos los familiares que enfrentábamos un mismo dolor; poco a poco se va consolidando la Agrupación, ésta ha jugado un papel muy importante y lo seguirá siendo mientras no se aclare de una vez qué es lo que realmente sucedió con nuestros seres queridos. Sabemos que ya no estamos solos, cada día se recibe más apoyo solidario de distintos sectores, este apoyo lo hemos conseguido a través de 12 años de continua denuncia y acciones para llamar la atención de nuestro trágico problema".

## Operación Colombo
Meses después de la desaparición de Eugenia Martínez Hernández, su nombre fue incluido en la nómina que publicó el diario brasileño "O'DIA" y la revista argentina “VEA”, que reprodujeron medios nacionales el 25 de julio de 1974, dando cuenta de supuestos enfrentamientos y en los cuales habrían muerto 119 chilenos. Ambas publicaciones fueron un montaje, los nombres que componían esta lista, corresponden todos a personas que fueron detenidas por la dictadura y que continúan desaparecidas. Eugenia fue parte del listado de 119 chilenos que son parte del montaje comunicacional denominado Operación Colombo.

## Informe Rettig
Familiares de Eugenia Martínez Hernández presentaron su caso ante la Comisión Rettig, Comisión de Verdad que tuvo la misión de calificar casos de detenidos desaparecidos y ejecutados durante la dictadura. Sobre el caso de Eugenia, el Informe Rettig señaló que:

“El 24 de octubre de 1974, agentes de la DINA detuvieron a Eugenia del Carmen MARTINEZ HERNANDEZ, aparentemente vinculada al MIR, en su lugar de trabajo, la industria textil Labán. Al día siguiente agentes de civil allanaron el domicilio de la detenida.
Hay testigos que dan cuenta de la presencia de Eugenia del Carmen Martínez en el recinto de la Venda Sexy y posteriormente en Cuatro Álamos, donde fue vista por última vez.
La Comisión está convencida de que su desaparición fue obra de agentes del Estado, quienes violaron así sus derechos humanos”.

## Proceso judicial en democracia
29 de mayo de 2015 el ministro de la Corte de Apelaciones de Santiago, Leopoldo Llanos, dictó condena en contra de seis exagentes de la Dirección de Inteligencia Nacional (DINA), por su responsabilidad en los delitos de secuestro calificado de Eduardo Aliste González, Gerardo Silva Zaldívar y María Eugenia Martínez Hernández. El ministro Leopoldo Llanos condenó a penas de 15 años y un día de prisión a los agentes: Manuel Contreras Sepúlveda, Raúl Iturriaga Neumann, Manuel Carevic Cubillos, Risiere Altez España y Hugo Hernández Valle, como autores de los secuestros calificados realizados en el centro de detención conocido como la "Venda Sexy" o "La Discotheque", ubicado en calle Irán con Los Plátanos, en la comuna de Macul. El agente Gerardo Urrich González fue condenado a 15 años y un día de prisión, pero solo por su participación en los secuestros de Aliste González y Martínez Hernández.
De acuerdo a los antecedentes recopilados en la etapa de investigación, el ministro Leopoldo Llanos dio por acreditado los siguientes hechos: "Que el recinto denominado "Venda Sexy" o "La Discotheque", ubicado en calle Irán N° 3037, esquina Los Plátanos, comuna de Ñuñoa, fue utilizado por la Dirección de Inteligencia Nacional DINA, como centro secreto de detención y tortura, el que funcionó desde mediados del año 1974 hasta el año 1975. Este recinto era una casa de dos pisos, con un subterráneo en donde también se realizaban las sesiones de tortura. En este lugar permanecieron muchos detenidos, los que eran mantenidos con la vista vendada, separados en piezas distintas los hombres de las mujeres. Los agentes operativos realizaban los interrogatorios bajo tortura, para lo cual usaban métodos tales como "la parrilla", que eran las aplicaciones de corriente eléctrica en diferentes partes del cuerpo. Además una práctica habitual como método de tortura en este recinto eran las vejaciones sexuales".
"María Eugenia Martínez Hernández, vinculada al Movimiento de Izquierda Revolucionaria MIR, obrera textil en Industria Labán, fue detenida el 24 de octubre de 1974, en su lugar de trabajo, ubicado entonces en Irarrázaval 1515, Ñuñoa, Santiago, en presencia de sus compañeros, del jefe de personal de la industria, Mario Torres y de uno de los dueños, Patricio Labán. Al día siguiente su domicilio fue allanado por un grupo de civiles armados, sin exhibir orden alguna y sin entregar antecedentes acerca de la detención de Eugenia Martínez. Posteriormente fue vista por diversos testigos, con claras señales de tortura, en los recintos de reclusión clandestina de la Dirección de Inteligencia Nacional DINA de calle Irán con los Plátanos, conocido como Venda Sexy y en Cuatro Álamos. Las últimas noticias que se tienen de su paradero son de mediados de noviembre de 1974, fecha en que es sacada del recinto Venda Sexy, luego de lo cual no se tienen noticias de su paradero, sin que hasta la fecha haya tomado contacto con sus familiares, ni realizado gestiones ante organismos del Estado, sin registrar entradas o salidas del país, sin que conste, tampoco, su defunción".
El 22 de febrero de 2017, la Corte de Apelaciones de Santiago condenó a cinco exagentes de la Dirección de Inteligencia Nacional (DINA) por su responsabilidad en los delitos de secuestro calificado de Eduardo Aliste González, Gerardo Silva Zaldívar y María Eugenia Martínez Hernández. En fallo dividido, la Cuarta Sala de la Corte de Apelaciones de Santiago confirmó la sentencia de primera instancia que condenó a los exagentes Raúl Iturriaga Neumann, Risiere Altez España, Hugo Hernández Valle y Gerardo Urrich González a penas de 15 años y un día de prisión, como autores de los delitos. Además se rebajó a 5 años y un día de prisión la pena que debe purgar el agente Manuel Carevic Cubillos".
El 13 de diciembre de 2017 la Corte Suprema condenó a cinco exagentes de la Dirección de Inteligencia Nacional (DINA) a penas de 15 años y un día de prisión, por su responsabilidad en el delito de secuestro calificado de Eduardo Gustavo Aliste González, Eugenia del Carmen Martínez Hernández y Gerardo Ernesto Silva Saldívar, víctimas que fueron ingresadas en el centro clandestino conocido como Venda Sexy o La Discotheque, ubicada en calle Irán N° 3037 de la comuna de Ñuñoa. Ilícitos perpetrados entre septiembre y diciembre de 1974. 
En fallo unánime (causa rol 11.601-2017), la Sala Penal del máximo tribunal integrada por los ministros: Milton Juica, Carlos Künsemüller, Lamberto Cisternas, Manuel Antonio Valderrama y el abogado integrante Jean Pierre Matus, confirmó la sentencia impugnada que condenó a Juan Manuel Guillermo Contreras Sepúlveda, Raúl Iturriaga Neumann, Manuel Carevic Cubillos, Risiere del Prado Altez España y Hugo del Tránsito Hernández Valle, como autores de los tres secuestros calificados. En tanto, Gerardo Ernesto Urrich González deberá purgar 15 años como autor de los secuestros calificados  de Aliste González y Martínez Hernández".